# Fremdrift
Formålet med drivkraft eller fremdrift er indenfor fysik dét at skabe en resulterende retningsbestemt kraft, som leder til bevægelse.
Et fremdriftssystem har en kilde til mekanisk energi (en type af motor, muskler), og en måde at anvende denne til at genererer en retningsbestemt kraft, såsom hjul og aksler, propeller, en fremdriftsdyse (fx raketdyse), vinger, finner, fimrehår eller ben.
Andre komponenter såsom koblinger, gearinger (fx gearkasser) og så videre kan være nødvendige mellem energikilden og den eller de kraftudøvende komponenter.
Typer af fremdrift:
- Fartøjsfremdrift
  - Fremdrift af rumfartøjer
  - Maritim fremdrift
- Dynamisk opdrift
- Elektromagnetisk fremdrift
- Hypotetisk:
  - RF resonans hulrumsdrev